# 85/89式装甲兵員輸送車
85式装甲兵員輸送車（中国語：85式裝甲運兵車：WZ-531H/YW-531H）は、中華人民共和国が開発した装甲兵員輸送車である。

## 概要
1980年代に入り、中国北方工業公司（NORINCO）ではWZ-531（63式装甲兵員輸送車）を海外市場向けに販売するために各部の仕様を変更した「YW-531C」を開発した。この車両は好評であったことから、WZ-531の拡大改良型であるWZB-531（63-I式（63式I型）装甲兵員輸送車：63式の自走砲型である「70式122mm自走榴弾砲（WZ-302）」の開発にあたり、転輪を4組から5組に増加させて車体を延長するなど足回りを中心に設計を変更した63式の車体延長型）を元にした輸出向け新型装甲兵員輸送車を開発することとなった。
これにより開発されたものがYW-531Hであり、1988年には「85式装甲兵員輸送車」の制式名称が与えられて、中国人民解放軍の制式装備（WZ-531H）となった。

## 構造
85式の車体構造は基本的に63式歩兵戦闘車を拡大したもので、車体前部左側に操縦手席、車体中央部に機関室、後部に銃手席と天面ハッチを備えた兵員室を持つ構成は同一であるが、車長席は車体前部右側から機関室の直後、兵員室前部中央に移されており、銃手席の手前側左右にそれぞれ装甲ハッチが設置されている。搭載機銃には全周に多角形の防御装甲板が標準で装備されている。
装甲は最大24mmと63式に比べて倍増しており、12.7mm機関銃弾に対する装甲防御能力を備えている。
武装は車体上部に搭載された12.7mm重機関銃であり、63式で装備されていた54式重機槍（DShK38重機関銃の中国生産版）に替わり85式12.7mm重機関銃が搭載されている。車体側面と後面に設けられた射撃孔は車体の延長に伴ってそれぞれ63式の各1箇所から2箇所に増加されている。
63式と同じく車体は水密構造になっており、中国の装甲輸送車両としては標準能力となっている水上走行能力を備えている。浮航時には車体前面に装備されている波切板を立て、キャタピラを駆動させて推進力を得る。

## 運用と実戦経験

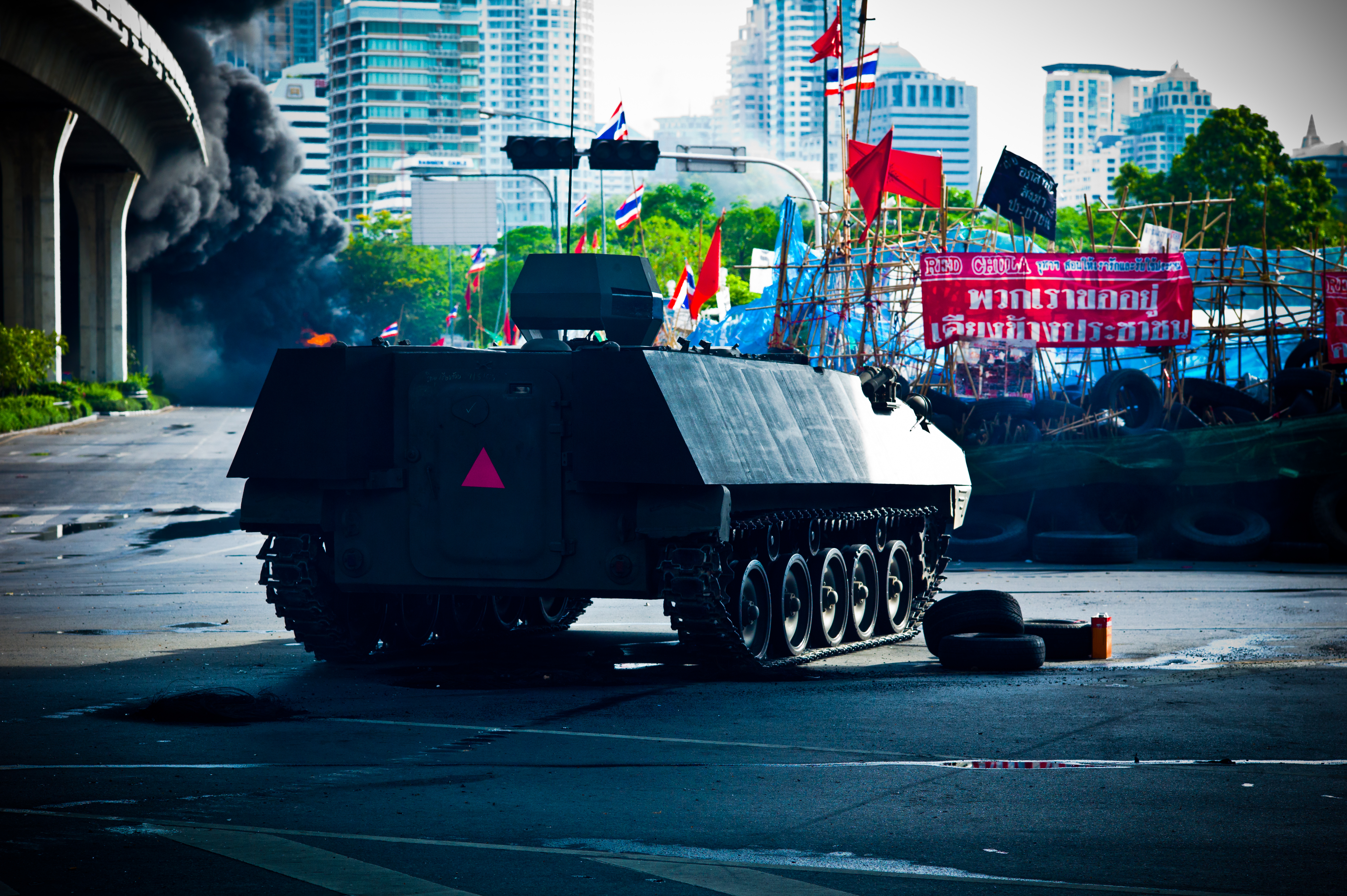
タイ・バンコクで、デモ隊のバリケードに対峙する85式装甲兵員輸送車

85式装甲兵員輸送車は約2,000輌以上が生産され、人民解放軍/人民武装警察で使用されている他、ミャンマーおよびタイ王国、ジンバブエに輸出されている。
タイでは2010年5月19日に反独裁民主同盟がバンコクでおこしたデモ活動を鎮圧する際、拠点になっていたルンピニー公園付近に展開し拠点の制圧に従事した。
ジンバブエでは2017年11月15日の軍部によるクーデターでハラレ市内各地に展開された。

## 派生型
89式装甲兵員輸送車（WZ-534/YW-534）
85式装甲兵員輸送車の車体拡張型。車体の基本形状や各種配置はほぼ同じだが、全長6.15m、全幅3.134mに拡大されている。
85式歩兵戦闘車（YW-309）
85式装甲兵員輸送車の車体に86式歩兵戦闘車（BMP-1のコピー）の砲塔を搭載して歩兵戦闘車にした車輌。
85式装甲指揮車（YW-703H）
85式122mm自走榴弾砲（YW-323）
YW-382 120mm自走迫撃砲
85式130mm30連装自走ロケット砲（YW-306）
WZ-751装甲救急車
NVH-1歩兵戦闘車
試作のみ。イギリスとの共同開発。ラーデンL21A1 30mm機関砲搭載。天安門事件により開発中止。
ZDF-1戦車駆逐車
HJ-8対戦車ミサイル4連装発射機搭載。
ZJX-93装甲回収車
ZCY/ZCL-45砲兵指揮車
GCL-45砲兵観測車
93式装甲レーダー偵察車（ZZC-02）
ZHB-94装甲輸送車
99式装甲指揮車
水陸両用装甲燃料輸送車
ZHB-94をベースに上陸部隊への燃料補給用に開発。